# Олів'є Оксеан
Олів'є Оксеан (фр. Olivier Occéan, фр. вимова: [ɔliv'je ɔkse'ã], нар. 23 жовтня 1981, Монреаль) — канадський футболіст, що грав на позиції нападника.
Виступав за ряд норвезьких та німецьких клубів, а також національну збірну Канади.

## Клубна кар'єра

### Кар'єра в США
Оксеан почав виступати за футбольну команду Університету Південного Коннектикуту, «Файтінг Аулс», де він навчався. Олів'є був двічі номінований на звання найкращого футболіста університетської ліги. За свою кар'єру в університетських командах він забив 57 м'ячів. Після закінчення коледжу Оксеан провів два роки в лізі PDL, виступаючи за «Вермонт Волтедж».
2004 року Олів'є був обраний на драфті MLS, клубом «Нью-Йорк Метростарз» під номером 26. Під час товариського турніру Кубок Ла-Манги Оксеан сподобався норвезькому клубу «Одд Гренланд», який запропонував футболістові контракт. У фінансовому плані він був набагато вигіднішим за пропозицію «Метростарз», тому нападник переїхав до Норвегії.

### Виступи у Норвегії
Він дебютував у Тіппелізі 12 квітня 2004 року в грі проти «Стабека» (2:0), а 18 квітня забив перший гол у матчі чемпіонату проти клубу «Буде-Глімт» (2:0). Адаптація Оксеана в новій країні пройшла досить швидко. Він одразу почав забивати голи, вразивши ворота суперників уже у першому сезоні 14 разів. Успіхи Олів'є не залишилися поза увагою, тому вже взимку 2005 року він підписав контракт із більш сильним норвезьким клубом, «Ліллестрем».

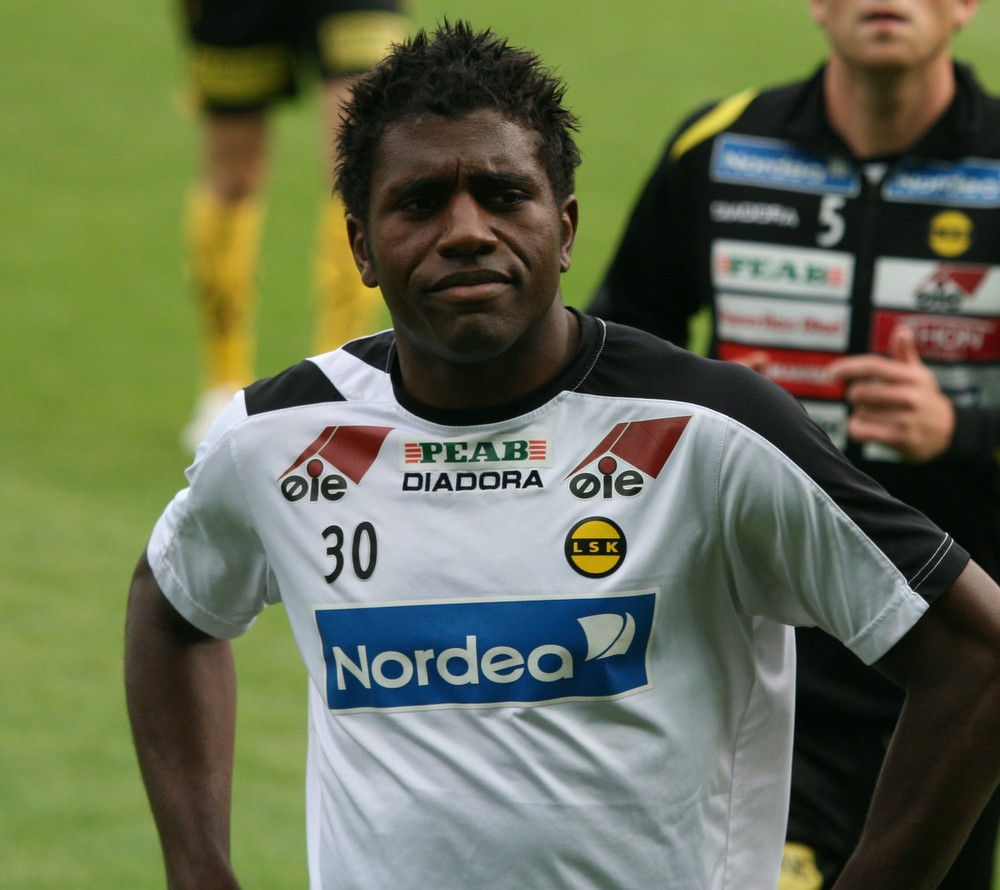
Олів'є Оксеан під час виступів за «Ліллестрем». 2008 рік.

10 грудня 2005 року канадський нападник підписав із «Лілістремом» п'ятирічну угоду. Сума трансферу склала 885 тис. євро. Перший сезон у новій команді в Олів'є був провальним, він не міг забити протягом п'яти місяців, вразивши ворота супротивників лише в останньому матчі чемпіонату. У наступних двох сезонах Оксеан забивав по 12 м'ячів, утримуючи лідерську позицію серед бомбардирів клубу. У 2007 році він допоміг Лілістрому виграти Кубок Норвегії, зробивши дубль у фінальній грі проти «Гаугесуна» (2:0). Останні сезони результативність Олів'є сильно впала, тому клуб не став продовжувати з ним контракт. Загалом канадський форвард за клуб за чотири сезони провів 110 матчів і забив 45 голів в усіх турнірах.

### «Кіккерс» та «Гройтер»
Перед початком сезону 2010/2011 Олів'є, у статусі вільного агента, прийняв запрошення він німецької команди «Кікерс» (Оффенбах), яка виступала у Третій лізі. 23 липня 2010 року у своєму дебютному матчі проти «Саарбрюкена», Оксеан забив гол. А у перших трьох поєдинках Олівер забив чотири голи, що миттєво зробило його улюбленцем уболівальників. Після закінчення сезону він став найкращим бомбардиром команди з 16 м'ячами у 30 матчах.
Високу результативність канадця помітили клуби вищих дивізіонів і 25 травня 2011 року Оксеан підписав трирічний контракт із клубом «Гройтер» з Другої Бундесліги. 15 липня 2011 року в матчі проти «Айнтрахта» Олів'є дебютував за новий клуб. 23 липня у поєдинку проти столичного «Унінона», він забив свої перші голи. Найважливіший м'яч за «Гройтер» Оксеан забив 8 лютого 2012 року, у зустрічі проти «Гоффенгайма», в рамках 1/4 Кубка Німеччини. Цей гол виявився єдиним у матчі та дозволив команді вийти до півфіналу, де клуб у запеклій боротьбі наприкінці додаткового часу матчу поступився дортмундській «Боруссії». 1 березня Олів'є отримав нагороду футболіст місяця. За підсумками сезону Оксеан забив 17 голів у чемпіонаті і разом із Ніком Прошвіцем та Александром Меєром став найкращим бомбардиром Другої Бундесліги і допоміг їй вийти до вищого дивізіону.

### «Айнтрахт» та оренда в «Кайзерслаутерн»
Тим не менш у вищому німецькому дивізіоні нападник став грати вже у складі іншої команди, оскільки 3 липня 2012 року Оксеан уклав трирічну угоду з «Айнтрахтом», приєднавшись до свого партнера з канадської збірної Роба Френда. 25 серпня 2012 року в матчі проти «Баєра 04», він дебютував у Бундеслізі. 15 вересня в поєдинку проти «Гамбурга», Оксеан забив свій перший гол, втім надалі втратив свою гольову результативність і більше не забив жодного разу до кінця сезону..
В результаті влітку 2013 року Олів'є був відданий в дворічну оренду у клуб Другої Бундесліги «Кайзерслаутерн». 20 липня в матчі проти клубу «Падерборн 07» він дебютував за нову команду. 4 жовтня в поєдинку проти «Армінії» Оксеан забив перший гол за «Кайзерслаутерн». Протягом першого сезону він провів 31 матч і забив 6 голів в усіх турнірах, але у наступному жодного разу не вийшов на поле, через що у листопаді Оксеан і «Кайзерслаутерн» досягли угоди про дострокове розірвання угоди.

### Повернення до Норвегії
На початку 2015 року Олів'є на правах оренди повернувся до «Одда», а вже влітку підписав з командою повноцінну угоду на 2,5 роки. Після двох вдалих сезонів, в яких він забив 15 і 10 голів відповідно, канадець став менше забивати і у сезоні 2017 року забив лише двічі у чемпіонаті, після чого залишив команду по завершенні контракту.
У 2018 році Оксеан підписав контракт з клубом четвертого норвезького дивізіону «Уредд». Одночасно Оксеан також розпочав свою тренерську кар'єру як тренер молодіжної команди «Уредд». Втім вже в серпні канадець повернувся до професіонального футболу і приєднався до команди другого дивізіону «Мйондален». З клубом він зміг посісти друге місце і того ж року вийти до вищого дивізіону. У сезоні 2019 року він забив 6 голів у 25 іграх Тіппеліги і допоміг команді зберегти прописку.
На сезон 2020 року Оксеан повернувся в «Уредд» як граючий помічник тренера і завершив кар'єру гравця наприкінці 2020 року та продовжив роботу в «Уредді» в ролі помічника тренера команди та тренера молодіжної команди.

## Виступи за збірні

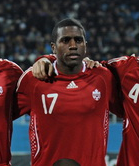
Олів'є Оксеан у складі збірної Канади перед товариським матчем проти України. 2010 рік.

2002 року залучався до складу молодіжної збірної Канади до 23 років. На молодіжному рівні зіграв у 2 офіційних матчах, забив 1 гол.
30 травня 2004 року дебютував в офіційних матчах у складі національної збірної Канади в товариському матчі проти Уельсу (0:1). 9 лютого 2005 року в матчі проти збірної Північної Ірландії Олів'є забив свій перший гол за національну команду, принісши канадцям перемогу 1:0.
У складі збірної був учасником розіграшу Золотого кубка КОНКАКАФ 2005 року у США. На турнірі Олів'є зіграв у матчах проти США та Куби, але канадці не вийшли з групи.
7 жовтня 2011 року він відзначився дублем у матчі відбору на чемпіонат світу 2014 року проти Сент-Люсії (7:0). Згодом у рамках цього відбору він також забив по голу у іграх проти Сент-Кітс і Невіса та Куби, втім канадці на «мундіаль» кваліфікуватись не змогли.
Загалом протягом кар'єри в національній команді, яка тривала 9 років, провів у її формі 28 матчів, забивши 6 голів.

## Статистика виступів

### Статистика клубних виступів
| Сезон                       | Клуб                        | Чемпіонат                   | Чемпіонат | Чемпіонат | Національний кубок | Національний кубок | Національний кубок | Континентальні кубки | Континентальні кубки | Континентальні кубки | Інше | Інше | Інше  | Усього | Усього |
| Сезон                       | Клуб                        | Ліга                        | Ігор      | Голів     | Ліга               | Ігор               | Голів              | Ліга                 | Ігор                 | Голів                | Ліга | Ігор | Голів | Ігор   | Голів  |
| --------------------------- | --------------------------- | --------------------------- | --------- | --------- | ------------------ | ------------------ | ------------------ | -------------------- | -------------------- | -------------------- | ---- | ---- | ----- | ------ | ------ |
| 2002                        | «Вермонт Волтедж»           | PDL                         | 13        | 10        | -                  | -                  | -                  | -                    | -                    | -                    | -    | -    | -     | 13     | 10     |
| 2003                        | «Вермонт Волтедж»           | PDL                         | 17        | 9         | -                  | -                  | -                  | -                    | -                    | -                    | -    | -    | -     | 17     | 9      |
| Усього за «Вермонт Волтедж» | Усього за «Вермонт Волтедж» | Усього за «Вермонт Волтедж» | 30        | 19        |                    | -                  | -                  |                      | -                    | -                    |      | -    | -     | 30     | 19     |
| 2004                        | «Одд Гренланд»              | ЕС                          | 24        | 14        | КН                 | 1                  | 0                  | КУЄФА                | 4                    | 3                    | -    | -    | -     | 29     | 17     |
| 2005                        | «Одд Гренланд»              | ЕС                          | 22        | 8         | КН                 | 3                  | 3                  | -                    | -                    | -                    | -    | -    | -     | 25     | 11     |
| 2006                        | «Ліллестрем»                | ЕС                          | 23        | 7         | КН                 | 4                  | 4                  | КІ                   | 3                    | 0                    | КЛ   | 7    | 3     | 37     | 14     |
| 2007                        | «Ліллестрем»                | ЕС                          | 25        | 12        | КН                 | 7                  | 3                  | КУЄФА                | 2                    | 1                    | КЛ   | 6    | 1     | 40     | 17     |
| 2008                        | «Ліллестрем»                | ЕС                          | 26        | 12        | КН                 | 1                  | 2                  | КУЄФА                | 2                    | 1                    | -    | -    | -     | 29     | 15     |
| 2009                        | «Ліллестрем»                | ЕС                          | 14        | 2         | КН                 | 2                  | 0                  | -                    | -                    | -                    | -    | -    | -     | 16     | 2      |
| січ.-лип. 2010              | «Ліллестрем»                | ЕС                          | 3         | 1         | КН                 | 2                  | 1                  | -                    | -                    | -                    | -    | -    | -     | 5      | 2      |
| Усього за «Ліллестрем»      | Усього за «Ліллестрем»      | Усього за «Ліллестрем»      | 91        | 34        |                    | 16                 | 10                 |                      | 7                    | 2                    |      | 13   | 4     | 127    | 50     |
| 2010–11                     | «Кікерс» (Оффенбах)         | 3Л (ІІІ)                    | 30        | 16        | КН                 | 3                  | 0                  | -                    | -                    | -                    | -    | -    | -     | 33     | 16     |
| 2011–12                     | «Гройтер»                   | 2БЛ (ІІ)                    | 33        | 17        | КН                 | 5                  | 2                  | -                    | -                    | -                    | -    | -    | -     | 38     | 19     |
| 2012–13                     | «Айнтрахт»                  | БЛ                          | 18        | 1         | КН                 | 1                  | 0                  | -                    | -                    | -                    | -    | -    | -     | 19     | 1      |
| 2013–14                     | «Кайзерслаутерн»            | 2БЛ (ІІ)                    | 27        | 3         | КН                 | 4                  | 3                  | -                    | -                    | -                    | -    | -    | -     | 31     | 6      |
| 2015                        | «Одд»                       | ЕС                          | 27        | 15        | КН                 | 2                  | 1                  | ЛЄ                   | 8                    | 4                    | -    | -    | -     | 37     | 20     |
| 2016                        | «Одд»                       | ЕС                          | 28        | 10        | КН                 | 1                  | 0                  | ЛЄ                   | 2                    | 1                    | -    | -    | -     | 31     | 11     |
| 2017                        | «Одд»                       | ЕС                          | 24        | 2         | КН                 | 2                  | 0                  | ЛЄ                   | 6                    | 1                    | -    | -    | -     | 32     | 3      |
| Усього за «Одд»             | Усього за «Одд»             | Усього за «Одд»             | 125       | 49        |                    | 9                  | 4                  |                      | 20                   | 9                    |      | -    | -     | 154    | 62     |
| лют.-лип. 2018              | «Уредд»                     | 3Д (IV)                     | 8         | 9         | КН                 | 1                  | 0                  | -                    | -                    | -                    | -    | -    | -     | 9      | 9      |
| лип.-груд. 2018             | «Мйондален»                 | 1Д (ІІ)                     | 14        | 5         | КН                 | -                  | -                  | -                    | -                    | -                    | -    | -    | -     | 14     | 5      |
| 2019                        | «Мйондален»                 | ЕС                          | 25        | 6         | КН                 | 2                  | 1                  | -                    | -                    | -                    | -    | -    | -     | 27     | 7      |
| Усього за «Мйондален»       | Усього за «Мйондален»       | Усього за «Мйондален»       | 39        | 11        |                    | 2                  | 1                  |                      | -                    | -                    |      | -    | -     | 41     | 12     |
| 2021                        | «Уредд»                     | 4Д (V)                      | 6         | 8         | КН                 | -                  | -                  | -                    | -                    | -                    | -    | -    | -     | 6      | 8      |
| Усього за «Уредд»           | Усього за «Уредд»           | Усього за «Уредд»           | 14        | 17        |                    | 1                  | 0                  |                      | -                    | -                    |      | -    | -     | 15     | 17     |
| Усього за кар'єру           | Усього за кар'єру           | Усього за кар'єру           | 409       | 168       |                    | 41                 | 20                 |                      | 27                   | 11                   |      | 13   | 4     | 490    | 203    |

### Статистика виступів за збірну
| Дата       | Місто            | Господарі          | Результат | Гості              | Турнір                         | Голи | Примітки |
| ---------- | ---------------- | ------------------ | --------- | ------------------ | ------------------------------ | ---- | -------- |
| 30-5-2004  | Рексем           | Уельс              | 1 – 0     | Канада             | товариський матч               | -    |          |
| 18-8-2004  | Бернабі          | Канада             | 0 – 2     | Гватемала          | Відбір до ЧС 2006              | -    |          |
| 4-9-2004   | Едмонтон         | Канада             | 1 – 1     | Гондурас           | Відбір до ЧС 2006              | -    |          |
| 8-9-2004   | Сан-Хосе         | Коста-Рика         | 1 – 0     | Канада             | Відбір до ЧС 2006              | -    |          |
| 9-10-2004  | Сан-Педро-Сула   | Гондурас           | 1 – 1     | Канада             | Відбір до ЧС 2006              | -    |          |
| 13-10-2004 | Бернабі          | Канада             | 1 – 3     | Коста-Рика         | Відбір до ЧС 2006              | -    |          |
| 17-11-2004 | Гватемала        | Гватемала          | 0 – 1     | Канада             | Відбір до ЧС 2006              | -    |          |
| 9-2-2005   | Белфаст          | Північна Ірландія  | 0 – 1     | Канада             | товариський матч               | 1    |          |
| 26-3-2005  | Барселуш         | Португалія         | 4 – 1     | Канада             | товариський матч               | -    |          |
| 2-7-2005   | Атланта          | Канада             | 1 – 2     | Гондурас           | товариський матч               | -    |          |
| 9-7-2005   | Сіетл            | США                | 2 – 0     | Канада             | Кубок КОНКАКАФ 2005 - 1-й етап | -    |          |
| 12-7-2005  | Фоксборо         | Канада             | 2 – 1     | Куба               | Кубок КОНКАКАФ 2005 - 1-й етап | -    |          |
| 25-3-2007  | Девоншир         | Бермудські Острови | 0 – 3     | Канада             | товариський матч               | -    |          |
| 22-8-2007  | Рейк'явік        | Ісландія           | 1 – 1     | Канада             | товариський матч               | 1    |          |
| 12-9-2007  | Торонто          | Канада             | 1 – 1     | Коста-Рика         | товариський матч               | -    |          |
| 20-11-2007 | Дурбан           | ПАР                | 2 – 0     | Коста-Рика         | товариський матч               | -    |          |
| 10-9-2008  | Тустла-Ґутьєррес | Мексика            | 2 – 1     | Канада             | Відбір до ЧС 2010              | -    |          |
| 8-10-2010  | Київ             | Україна            | 2 – 2     | Канада             | товариський матч               | -    |          |
| 9-2-2011   | Лариса (місто)   | Греція             | 1 – 0     | Канада             | товариський матч               | -    |          |
| 7-10-2011  | Грос Іле         | Сент-Люсія         | 0 – 7     | Канада             | Відбір до ЧС 2014              | 2    |          |
| 11-10-2011 | Торонто          | Канада             | 0 – 0     | Пуерто-Рико        | Відбір до ЧС 2014              | -    |          |
| 11-11-2011 | Бастер           | Сент-Кіттс і Невіс | 0 – 0     | Канада             | Відбір до ЧС 2014              | -    |          |
| 15-11-2011 | Торонто          | Канада             | 4 – 0     | Сент-Кіттс і Невіс | Відбір до ЧС 2014              | 1    |          |
| 3-6-2012   | Торонто          | Канада             | 0 – 0     | США                | товариський матч               | -    |          |
| 8-6-2012   | Гавана           | Куба               | 0 – 1     | Канада             | Відбір до ЧС 2014              | 1    |          |
| 12-6-2012  | Торонто          | Канада             | 0 – 0     | Гондурас           | Відбір до ЧС 2014              | -    |          |
| 7-9-2012   | Торонто          | Канада             | 1 – 0     | Панама             | Відбір до ЧС 2014              | -    |          |
| 12-10-2012 | Торонто          | Канада             | 3 – 0     | Куба               | Відбір до ЧС 2014              | -    |          |
| Усього     |                  | Матчів             | 28        |                    | Голів                          | 6    |          |

## Титули і досягнення
- Володар Кубка Норвегії (1):

«Ліллестрем»: 2007

### Індивідуальні
- Футболіст місяця в Канаді: лютий 2012, березень 2012
- Найкращий бомбардир Другої Бундесліги: 2011/12